# Joe Wilkinson
Pour les articles homonymes, voir Wilkinson.
Joseph Roland Wilkinson dit Joe Wilkinson (né le 2 mai 1975 à Bromley) est un comédien de stand-up et acteur anglais.
Il a fait de nombreuses apparitions dans des programmes télévisés tels que Live at the Apollo, Live at the Electric (en), 8 Out of 10 Cats Does Countdown (en) ou encore la série télévisée After Life.

## Filmographie partielle

### Télévision
- 2024 : Douglas Is Cancelled – Tom, le chauffeur